# Liste des communes des Hautes-Alpes
Pour les autres listes de communes françaises, voir Listes des communes de France.
| - Les Hautes-Alpes en France métropolitaine. - Carte des communes des Hautes-Alpes. |

Cette page liste les 162 communes du département français des Hautes-Alpes au 1er janvier 2025.

## Liste des communes
Le tableau suivant donne la liste des communes au 1er janvier 2025, en précisant leur code Insee, leur code postal principal, leur arrondissement, leur canton, leur intercommunalité, leur superficie, leur population et leur densité, d'après les chiffres de l'Insee issus du recensement 2022,.
| Nom                          | Code Insee | Code postal | Arrondissement | Canton                    | Intercommunalité                 | Superficie (km2) | Population (dernière pop. légale) | Densité (hab./km2) | Modifier                                    |
| ---------------------------- | ---------- | ----------- | -------------- | ------------------------- | -------------------------------- | ---------------- | --------------------------------- | ------------------ | ------------------------------------------- |
| Gap (préfecture)             | 05061      | 05000       | Gap            | Gap-1 Gap-2 Gap-3 Gap-4   | CA Gap-Tallard-Durance           | 110,43           | 40 656 (2022)                     | 368                | modifier les données · modifier les données |
| Abriès-Ristolas              | 05001      | 05460       | Briançon       | Guillestre                | CC du Guillestrois et du Queyras | 159,31           | 379 (2022)                        | 2,4                | modifier les données · modifier les données |
| Aiguilles                    | 05003      | 05470       | Briançon       | Guillestre                | CC du Guillestrois et du Queyras | 40,16            | 374 (2022)                        | 9,3                | modifier les données · modifier les données |
| Ancelle                      | 05004      | 05260       | Gap            | Saint-Bonnet-en-Champsaur | CC Champsaur-Valgaudemar         | 50,66            | 966 (2022)                        | 19                 | modifier les données · modifier les données |
| L'Argentière-la-Bessée       | 05006      | 05120       | Briançon       | L'Argentière-la-Bessée    | CC du Pays des Écrins            | 64,55            | 2 278 (2022)                      | 35                 | modifier les données · modifier les données |
| Arvieux                      | 05007      | 05350       | Briançon       | Guillestre                | CC du Guillestrois et du Queyras | 72,62            | 343 (2022)                        | 4,7                | modifier les données · modifier les données |
| Aspremont                    | 05008      | 05140       | Gap            | Serres                    | CC Buëch Dévoluy                 | 18,52            | 362 (2022)                        | 20                 | modifier les données · modifier les données |
| Aspres-lès-Corps             | 05009      | 05800       | Gap            | Saint-Bonnet-en-Champsaur | CC Champsaur-Valgaudemar         | 16,73            | 93 (2022)                         | 5,6                | modifier les données · modifier les données |
| Aspres-sur-Buëch             | 05010      | 05140       | Gap            | Serres                    | CC Buëch Dévoluy                 | 42,65            | 802 (2022)                        | 19                 | modifier les données · modifier les données |
| Aubessagne                   | 05039      | 05500 05800 | Gap            | Saint-Bonnet-en-Champsaur | CC Champsaur-Valgaudemar         | 27,51            | 743 (2022)                        | 27                 | modifier les données · modifier les données |
| Avançon                      | 05011      | 05230       | Gap            | Tallard                   | CC Serre-Ponçon Val d'Avance     | 22,57            | 418 (2022)                        | 19                 | modifier les données · modifier les données |
| Baratier                     | 05012      | 05200       | Gap            | Embrun                    | CC de Serre-Ponçon               | 15,99            | 643 (2022)                        | 40                 | modifier les données · modifier les données |
| Barcillonnette               | 05013      | 05110       | Gap            | Tallard                   | CA Gap-Tallard-Durance           | 19,51            | 140 (2022)                        | 7,2                | modifier les données · modifier les données |
| Barret-sur-Méouge            | 05014      | 05300       | Gap            | Laragne-Montéglin         | CC du Sisteronais Buëch          | 26,72            | 192 (2022)                        | 7,2                | modifier les données · modifier les données |
| La Bâtie-Montsaléon          | 05016      | 05700       | Gap            | Serres                    | CC du Sisteronais Buëch          | 15,08            | 288 (2022)                        | 19                 | modifier les données · modifier les données |
| La Bâtie-Neuve               | 05017      | 05230       | Gap            | Chorges                   | CC Serre-Ponçon Val d'Avance     | 27,99            | 2 611 (2022)                      | 93                 | modifier les données · modifier les données |
| La Bâtie-Vieille             | 05018      | 05000       | Gap            | Tallard                   | CC Serre-Ponçon Val d'Avance     | 9,05             | 325 (2022)                        | 36                 | modifier les données · modifier les données |
| La Beaume                    | 05019      | 05140       | Gap            | Serres                    | CC Buëch Dévoluy                 | 29,64            | 150 (2022)                        | 5,1                | modifier les données · modifier les données |
| Le Bersac                    | 05021      | 05700       | Gap            | Serres                    | CC du Sisteronais Buëch          | 8,02             | 139 (2022)                        | 17                 | modifier les données · modifier les données |
| Bréziers                     | 05022      | 05190       | Gap            | Chorges                   | CC Serre-Ponçon Val d'Avance     | 30,35            | 236 (2022)                        | 7,8                | modifier les données · modifier les données |
| Briançon                     | 05023      | 05100       | Briançon       | Briançon-1 Briançon-2     | CC du Briançonnais               | 28,07            | 10 748 (2022)                     | 383                | modifier les données · modifier les données |
| Buissard                     | 05025      | 05500       | Gap            | Saint-Bonnet-en-Champsaur | CC Champsaur-Valgaudemar         | 2,92             | 194 (2022)                        | 66                 | modifier les données · modifier les données |
| Ceillac                      | 05026      | 05600       | Briançon       | Guillestre                | CC du Guillestrois et du Queyras | 96,05            | 271 (2022)                        | 2,8                | modifier les données · modifier les données |
| Cervières                    | 05027      | 05100       | Briançon       | Briançon-1                | CC du Briançonnais               | 109,68           | 189 (2022)                        | 1,7                | modifier les données · modifier les données |
| Chabestan                    | 05028      | 05400       | Gap            | Serres                    | CC Buëch Dévoluy                 | 12,20            | 171 (2022)                        | 14                 | modifier les données · modifier les données |
| Chabottes                    | 05029      | 05260       | Gap            | Saint-Bonnet-en-Champsaur | CC Champsaur-Valgaudemar         | 9,96             | 955 (2022)                        | 96                 | modifier les données · modifier les données |
| Champcella                   | 05031      | 05310       | Briançon       | L'Argentière-la-Bessée    | CC du Pays des Écrins            | 30,25            | 179 (2022)                        | 5,9                | modifier les données · modifier les données |
| Champoléon                   | 05032      | 05260       | Gap            | Saint-Bonnet-en-Champsaur | CC Champsaur-Valgaudemar         | 98,54            | 139 (2022)                        | 1,4                | modifier les données · modifier les données |
| Chanousse                    | 05033      | 05700       | Gap            | Serres                    | CC du Sisteronais Buëch          | 20,32            | 39 (2022)                         | 1,9                | modifier les données · modifier les données |
| La Chapelle-en-Valgaudémar   | 05064      | 05800       | Gap            | Saint-Bonnet-en-Champsaur | CC Champsaur-Valgaudemar         | 108,02           | 114 (2022)                        | 1,1                | modifier les données · modifier les données |
| Château-Ville-Vieille        | 05038      | 05350       | Briançon       | Guillestre                | CC du Guillestrois et du Queyras | 66,90            | 300 (2022)                        | 4,5                | modifier les données · modifier les données |
| Châteauneuf-d'Oze            | 05035      | 05400       | Gap            | Veynes                    | CC Buëch Dévoluy                 | 26,23            | 30 (2022)                         | 1,1                | modifier les données · modifier les données |
| Châteauroux-les-Alpes        | 05036      | 05380       | Gap            | Embrun                    | CC de Serre-Ponçon               | 92,84            | 1 223 (2022)                      | 13                 | modifier les données · modifier les données |
| Châteauvieux                 | 05037      | 05000       | Gap            | Tallard                   | CA Gap-Tallard-Durance           | 7,07             | 536 (2022)                        | 76                 | modifier les données · modifier les données |
| Chorges                      | 05040      | 05230       | Gap            | Chorges                   | CC de Serre-Ponçon               | 53,34            | 3 106 (2022)                      | 58                 | modifier les données · modifier les données |
| Crévoux                      | 05044      | 05200       | Gap            | Embrun                    | CC de Serre-Ponçon               | 56,26            | 122 (2022)                        | 2,2                | modifier les données · modifier les données |
| Crots                        | 05045      | 05200       | Gap            | Embrun                    | CC de Serre-Ponçon               | 53,84            | 1 161 (2022)                      | 22                 | modifier les données · modifier les données |
| Dévoluy                      | 05139      | 05250       | Gap            | Veynes                    | CC Buëch Dévoluy                 | 186,37           | 885 (2022)                        | 4,7                | modifier les données · modifier les données |
| Embrun                       | 05046      | 05200       | Gap            | Embrun                    | CC de Serre-Ponçon               | 36,39            | 6 387 (2022)                      | 176                | modifier les données · modifier les données |
| Éourres                      | 05047      | 05300       | Gap            | Laragne-Montéglin         | CC du Sisteronais Buëch          | 26,47            | 141 (2022)                        | 5,3                | modifier les données · modifier les données |
| L'Épine                      | 05048      | 05700       | Gap            | Serres                    | CC du Sisteronais Buëch          | 33,47            | 202 (2022)                        | 6,0                | modifier les données · modifier les données |
| Esparron                     | 05049      | 05110       | Gap            | Tallard                   | CA Gap-Tallard-Durance           | 24,11            | 56 (2022)                         | 2,3                | modifier les données · modifier les données |
| Espinasses                   | 05050      | 05190       | Gap            | Chorges                   | CC Serre-Ponçon Val d'Avance     | 13,86            | 792 (2022)                        | 57                 | modifier les données · modifier les données |
| Étoile-Saint-Cyrice          | 05051      | 05700       | Gap            | Serres                    | CC du Sisteronais Buëch          | 14,41            | 24 (2022)                         | 1,7                | modifier les données · modifier les données |
| Eygliers                     | 05052      | 05600       | Briançon       | Guillestre                | CC du Guillestrois et du Queyras | 30,04            | 845 (2022)                        | 28                 | modifier les données · modifier les données |
| La Fare-en-Champsaur         | 05054      | 05500       | Gap            | Saint-Bonnet-en-Champsaur | CC Champsaur-Valgaudemar         | 10,27            | 478 (2022)                        | 47                 | modifier les données · modifier les données |
| La Faurie                    | 05055      | 05140       | Gap            | Serres                    | CC Buëch Dévoluy                 | 31,44            | 298 (2022)                        | 9,5                | modifier les données · modifier les données |
| Forest-Saint-Julien          | 05056      | 05260       | Gap            | Saint-Bonnet-en-Champsaur | CC Champsaur-Valgaudemar         | 6,95             | 344 (2022)                        | 49                 | modifier les données · modifier les données |
| Fouillouse                   | 05057      | 05130       | Gap            | Tallard                   | CA Gap-Tallard-Durance           | 7,24             | 274 (2022)                        | 38                 | modifier les données · modifier les données |
| Freissinières                | 05058      | 05310       | Briançon       | L'Argentière-la-Bessée    | CC du Pays des Écrins            | 88,21            | 189 (2022)                        | 2,1                | modifier les données · modifier les données |
| La Freissinouse              | 05059      | 05000       | Gap            | Tallard                   | CA Gap-Tallard-Durance           | 8,32             | 948 (2022)                        | 114                | modifier les données · modifier les données |
| Furmeyer                     | 05060      | 05400       | Gap            | Veynes                    | CC Buëch Dévoluy                 | 14,27            | 175 (2022)                        | 12                 | modifier les données · modifier les données |
| Garde-Colombe                | 05053      | 05300       | Gap            | Serres                    | CC du Sisteronais Buëch          | 34,61            | 523 (2022)                        | 15                 | modifier les données · modifier les données |
| Le Glaizil                   | 05062      | 05800       | Gap            | Saint-Bonnet-en-Champsaur | CC Champsaur-Valgaudemar         | 21,93            | 176 (2022)                        | 8,0                | modifier les données · modifier les données |
| La Grave                     | 05063      | 05320       | Briançon       | Briançon-1                | CC du Briançonnais               | 126,91           | 479 (2022)                        | 3,8                | modifier les données · modifier les données |
| Guillestre                   | 05065      | 05600       | Briançon       | Guillestre                | CC du Guillestrois et du Queyras | 51,29            | 2 286 (2022)                      | 45                 | modifier les données · modifier les données |
| La Haute-Beaume              | 05066      | 05140       | Gap            | Serres                    | CC Buëch Dévoluy                 | 7,13             | 7 (2022)                          | 0,98               | modifier les données · modifier les données |
| Jarjayes                     | 05068      | 05130       | Gap            | Tallard                   | CA Gap-Tallard-Durance           | 22,67            | 465 (2022)                        | 21                 | modifier les données · modifier les données |
| Laragne-Montéglin            | 05070      | 05300       | Gap            | Laragne-Montéglin         | CC du Sisteronais Buëch          | 23,51            | 3 566 (2022)                      | 152                | modifier les données · modifier les données |
| Lardier-et-Valença           | 05071      | 05110       | Gap            | Tallard                   | CA Gap-Tallard-Durance           | 14,86            | 371 (2022)                        | 25                 | modifier les données · modifier les données |
| Laye                         | 05072      | 05500       | Gap            | Saint-Bonnet-en-Champsaur | CC Champsaur-Valgaudemar         | 10,55            | 242 (2022)                        | 23                 | modifier les données · modifier les données |
| Lazer                        | 05073      | 05300       | Gap            | Laragne-Montéglin         | CC du Sisteronais Buëch          | 21,98            | 336 (2022)                        | 15                 | modifier les données · modifier les données |
| Lettret                      | 05074      | 05130       | Gap            | Tallard                   | CA Gap-Tallard-Durance           | 4,20             | 199 (2022)                        | 47                 | modifier les données · modifier les données |
| Manteyer                     | 05075      | 05400       | Gap            | Veynes                    | CC Buëch Dévoluy                 | 25,63            | 500 (2022)                        | 20                 | modifier les données · modifier les données |
| Méreuil                      | 05076      | 05700       | Gap            | Serres                    | CC du Sisteronais Buëch          | 10,61            | 105 (2022)                        | 9,9                | modifier les données · modifier les données |
| Molines-en-Queyras           | 05077      | 05350       | Briançon       | Guillestre                | CC du Guillestrois et du Queyras | 53,62            | 307 (2022)                        | 5,7                | modifier les données · modifier les données |
| Monêtier-Allemont            | 05078      | 05110       | Gap            | Laragne-Montéglin         | CC du Sisteronais Buëch          | 7,15             | 296 (2022)                        | 41                 | modifier les données · modifier les données |
| Le Monêtier-les-Bains        | 05079      | 05220       | Briançon       | Briançon-1                | CC du Briançonnais               | 97,87            | 968 (2022)                        | 9,9                | modifier les données · modifier les données |
| Mont-Dauphin                 | 05082      | 05600       | Briançon       | Guillestre                | CC du Guillestrois et du Queyras | 0,58             | 169 (2022)                        | 291                | modifier les données · modifier les données |
| Montbrand                    | 05080      | 05140       | Gap            | Serres                    | CC Buëch Dévoluy                 | 25,03            | 74 (2022)                         | 3,0                | modifier les données · modifier les données |
| Montclus                     | 05081      | 05700       | Gap            | Serres                    | CC du Sisteronais Buëch          | 21,25            | 47 (2022)                         | 2,2                | modifier les données · modifier les données |
| Montgardin                   | 05084      | 05230       | Gap            | Chorges                   | CC Serre-Ponçon Val d'Avance     | 15,32            | 481 (2022)                        | 31                 | modifier les données · modifier les données |
| Montgenèvre                  | 05085      | 05100       | Briançon       | Briançon-2                | CC du Briançonnais               | 40,07            | 459 (2022)                        | 11                 | modifier les données · modifier les données |
| Montjay                      | 05086      | 05150       | Gap            | Serres                    | CC du Sisteronais Buëch          | 27,00            | 104 (2022)                        | 3,9                | modifier les données · modifier les données |
| Montmaur                     | 05087      | 05400       | Gap            | Veynes                    | CC Buëch Dévoluy                 | 48,77            | 535 (2022)                        | 11                 | modifier les données · modifier les données |
| Montrond                     | 05089      | 05700       | Gap            | Serres                    | CC du Sisteronais Buëch          | 4,46             | 89 (2022)                         | 20                 | modifier les données · modifier les données |
| La Motte-en-Champsaur        | 05090      | 05500       | Gap            | Saint-Bonnet-en-Champsaur | CC Champsaur-Valgaudemar         | 52,80            | 207 (2022)                        | 3,9                | modifier les données · modifier les données |
| Moydans                      | 05091      | 05150       | Gap            | Serres                    | CC du Sisteronais Buëch          | 10,51            | 39 (2022)                         | 3,7                | modifier les données · modifier les données |
| Neffes                       | 05092      | 05000       | Gap            | Tallard                   | CA Gap-Tallard-Durance           | 8,36             | 783 (2022)                        | 94                 | modifier les données · modifier les données |
| Névache                      | 05093      | 05100       | Briançon       | Briançon-2                | CC du Briançonnais               | 191,93           | 360 (2022)                        | 1,9                | modifier les données · modifier les données |
| Nossage-et-Bénévent          | 05094      | 05700       | Gap            | Serres                    | CC du Sisteronais Buëch          | 4,31             | 11 (2022)                         | 2,6                | modifier les données · modifier les données |
| Le Noyer                     | 05095      | 05500       | Gap            | Saint-Bonnet-en-Champsaur | CC Champsaur-Valgaudemar         | 21,50            | 306 (2022)                        | 14                 | modifier les données · modifier les données |
| Orcières                     | 05096      | 05170       | Gap            | Saint-Bonnet-en-Champsaur | CC Champsaur-Valgaudemar         | 98,27            | 660 (2022)                        | 6,7                | modifier les données · modifier les données |
| Orpierre                     | 05097      | 05700       | Gap            | Serres                    | CC du Sisteronais Buëch          | 27,57            | 319 (2022)                        | 12                 | modifier les données · modifier les données |
| Les Orres                    | 05098      | 05200       | Gap            | Embrun                    | CC de Serre-Ponçon               | 74,79            | 510 (2022)                        | 6,8                | modifier les données · modifier les données |
| Oze                          | 05099      | 05400       | Gap            | Serres                    | CC Buëch Dévoluy                 | 12,03            | 103 (2022)                        | 8,6                | modifier les données · modifier les données |
| Pelleautier                  | 05100      | 05000       | Gap            | Tallard                   | CA Gap-Tallard-Durance           | 12,81            | 839 (2022)                        | 65                 | modifier les données · modifier les données |
| La Piarre                    | 05102      | 05700       | Gap            | Serres                    | CC du Sisteronais Buëch          | 21,67            | 85 (2022)                         | 3,9                | modifier les données · modifier les données |
| Le Poët                      | 05103      | 05300       | Gap            | Laragne-Montéglin         | CC du Sisteronais Buëch          | 15,51            | 784 (2022)                        | 51                 | modifier les données · modifier les données |
| Poligny                      | 05104      | 05500       | Gap            | Saint-Bonnet-en-Champsaur | CC Champsaur-Valgaudemar         | 13,81            | 337 (2022)                        | 24                 | modifier les données · modifier les données |
| Prunières                    | 05106      | 05230       | Gap            | Chorges                   | CC de Serre-Ponçon               | 13,20            | 312 (2022)                        | 24                 | modifier les données · modifier les données |
| Puy-Saint-André              | 05107      | 05100       | Briançon       | Briançon-1                | CC du Briançonnais               | 15,37            | 471 (2022)                        | 31                 | modifier les données · modifier les données |
| Puy-Saint-Eusèbe             | 05108      | 05200       | Gap            | Chorges                   | CC de Serre-Ponçon               | 11,31            | 190 (2022)                        | 17                 | modifier les données · modifier les données |
| Puy-Saint-Pierre             | 05109      | 05100       | Briançon       | Briançon-1                | CC du Briançonnais               | 7,74             | 517 (2022)                        | 67                 | modifier les données · modifier les données |
| Puy-Saint-Vincent            | 05110      | 05290       | Briançon       | L'Argentière-la-Bessée    | CC du Pays des Écrins            | 22,98            | 270 (2022)                        | 12                 | modifier les données · modifier les données |
| Puy-Sanières                 | 05111      | 05200       | Gap            | Chorges                   | CC de Serre-Ponçon               | 11,38            | 281 (2022)                        | 25                 | modifier les données · modifier les données |
| Rabou                        | 05112      | 05400       | Gap            | Veynes                    | CC Buëch Dévoluy                 | 26,56            | 90 (2022)                         | 3,4                | modifier les données · modifier les données |
| Rambaud                      | 05113      | 05000       | Gap            | Tallard                   | CC Serre-Ponçon Val d'Avance     | 10,71            | 407 (2022)                        | 38                 | modifier les données · modifier les données |
| Réallon                      | 05114      | 05160       | Gap            | Chorges                   | CC de Serre-Ponçon               | 71,40            | 243 (2022)                        | 3,4                | modifier les données · modifier les données |
| Remollon                     | 05115      | 05190       | Gap            | Chorges                   | CC Serre-Ponçon Val d'Avance     | 6,45             | 467 (2022)                        | 72                 | modifier les données · modifier les données |
| Réotier                      | 05116      | 05600       | Briançon       | Guillestre                | CC du Guillestrois et du Queyras | 22,33            | 213 (2022)                        | 9,5                | modifier les données · modifier les données |
| Ribeyret                     | 05117      | 05150       | Gap            | Serres                    | CC du Sisteronais Buëch          | 17,87            | 109 (2022)                        | 6,1                | modifier les données · modifier les données |
| Risoul                       | 05119      | 05600       | Briançon       | Guillestre                | CC du Guillestrois et du Queyras | 30,34            | 663 (2022)                        | 22                 | modifier les données · modifier les données |
| La Roche-de-Rame             | 05122      | 05310       | Briançon       | L'Argentière-la-Bessée    | CC du Pays des Écrins            | 40,53            | 896 (2022)                        | 22                 | modifier les données · modifier les données |
| La Roche-des-Arnauds         | 05123      | 05400       | Gap            | Veynes                    | CC Buëch Dévoluy                 | 53,75            | 1 675 (2022)                      | 31                 | modifier les données · modifier les données |
| Rochebrune                   | 05121      | 05190       | Gap            | Chorges                   | CC Serre-Ponçon Val d'Avance     | 12,37            | 197 (2022)                        | 16                 | modifier les données · modifier les données |
| La Rochette                  | 05124      | 05000       | Gap            | Chorges                   | CC Serre-Ponçon Val d'Avance     | 10,34            | 473 (2022)                        | 46                 | modifier les données · modifier les données |
| Rosans                       | 05126      | 05150       | Gap            | Serres                    | CC du Sisteronais Buëch          | 30,39            | 496 (2022)                        | 16                 | modifier les données · modifier les données |
| Rousset-Serre-Ponçon         | 05127      | 05190       | Gap            | Chorges                   | CC Serre-Ponçon Val d'Avance     | 14,38            | 168 (2022)                        | 12                 | modifier les données · modifier les données |
| Saint-André-d'Embrun         | 05128      | 05200       | Gap            | Embrun                    | CC de Serre-Ponçon               | 38,63            | 708 (2022)                        | 18                 | modifier les données · modifier les données |
| Saint-André-de-Rosans        | 05129      | 05150       | Gap            | Serres                    | CC du Sisteronais Buëch          | 36,61            | 158 (2022)                        | 4,3                | modifier les données · modifier les données |
| Saint-Apollinaire            | 05130      | 05160       | Gap            | Chorges                   | CC de Serre-Ponçon               | 7,54             | 204 (2022)                        | 27                 | modifier les données · modifier les données |
| Saint-Auban-d'Oze            | 05131      | 05400       | Gap            | Serres                    | CC Buëch Dévoluy                 | 13,21            | 75 (2022)                         | 5,7                | modifier les données · modifier les données |
| Saint-Bonnet-en-Champsaur    | 05132      | 05500       | Gap            | Saint-Bonnet-en-Champsaur | CC Champsaur-Valgaudemar         | 35,85            | 2 081 (2022)                      | 58                 | modifier les données · modifier les données |
| Saint-Chaffrey               | 05133      | 05330       | Briançon       | Briançon-1                | CC du Briançonnais               | 25,88            | 1 504 (2022)                      | 58                 | modifier les données · modifier les données |
| Saint-Clément-sur-Durance    | 05134      | 05600       | Briançon       | Guillestre                | CC du Guillestrois et du Queyras | 25,06            | 332 (2022)                        | 13                 | modifier les données · modifier les données |
| Saint-Crépin                 | 05136      | 05600       | Briançon       | Guillestre                | CC du Guillestrois et du Queyras | 46,30            | 716 (2022)                        | 15                 | modifier les données · modifier les données |
| Saint-Étienne-le-Laus        | 05140      | 05130       | Gap            | Tallard                   | CC Serre-Ponçon Val d'Avance     | 8,66             | 335 (2022)                        | 39                 | modifier les données · modifier les données |
| Saint-Firmin                 | 05142      | 05800       | Gap            | Saint-Bonnet-en-Champsaur | CC Champsaur-Valgaudemar         | 22,39            | 449 (2022)                        | 20                 | modifier les données · modifier les données |
| Saint-Jacques-en-Valgodemard | 05144      | 05800       | Gap            | Saint-Bonnet-en-Champsaur | CC Champsaur-Valgaudemar         | 15,65            | 115 (2022)                        | 7,3                | modifier les données · modifier les données |
| Saint-Jean-Saint-Nicolas     | 05145      | 05260       | Gap            | Saint-Bonnet-en-Champsaur | CC Champsaur-Valgaudemar         | 37,17            | 1 090 (2022)                      | 29                 | modifier les données · modifier les données |
| Saint-Julien-en-Beauchêne    | 05146      | 05140       | Gap            | Serres                    | CC Buëch Dévoluy                 | 59,43            | 135 (2022)                        | 2,3                | modifier les données · modifier les données |
| Saint-Julien-en-Champsaur    | 05147      | 05500       | Gap            | Saint-Bonnet-en-Champsaur | CC Champsaur-Valgaudemar         | 10,04            | 379 (2022)                        | 38                 | modifier les données · modifier les données |
| Saint-Laurent-du-Cros        | 05148      | 05500       | Gap            | Saint-Bonnet-en-Champsaur | CC Champsaur-Valgaudemar         | 12,69            | 575 (2022)                        | 45                 | modifier les données · modifier les données |
| Saint-Léger-les-Mélèzes      | 05149      | 05260       | Gap            | Saint-Bonnet-en-Champsaur | CC Champsaur-Valgaudemar         | 6,76             | 369 (2022)                        | 55                 | modifier les données · modifier les données |
| Saint-Martin-de-Queyrières   | 05151      | 05120       | Briançon       | L'Argentière-la-Bessée    | CC du Pays des Écrins            | 55,52            | 1 122 (2022)                      | 20                 | modifier les données · modifier les données |
| Saint-Maurice-en-Valgodemard | 05152      | 05800       | Gap            | Saint-Bonnet-en-Champsaur | CC Champsaur-Valgaudemar         | 36,37            | 118 (2022)                        | 3,2                | modifier les données · modifier les données |
| Saint-Michel-de-Chaillol     | 05153      | 05260       | Gap            | Saint-Bonnet-en-Champsaur | CC Champsaur-Valgaudemar         | 16,78            | 367 (2022)                        | 22                 | modifier les données · modifier les données |
| Saint-Pierre-Avez            | 05155      | 05300       | Gap            | Laragne-Montéglin         | CC du Sisteronais Buëch          | 11,37            | 33 (2022)                         | 2,9                | modifier les données · modifier les données |
| Saint-Pierre-d'Argençon      | 05154      | 05140       | Gap            | Serres                    | CC Buëch Dévoluy                 | 18,81            | 154 (2022)                        | 8,2                | modifier les données · modifier les données |
| Saint-Sauveur                | 05156      | 05200       | Gap            | Embrun                    | CC de Serre-Ponçon               | 24,18            | 493 (2022)                        | 20                 | modifier les données · modifier les données |
| Saint-Véran                  | 05157      | 05350       | Briançon       | Guillestre                | CC du Guillestrois et du Queyras | 44,75            | 165 (2022)                        | 3,7                | modifier les données · modifier les données |
| Sainte-Colombe               | 05135      | 05700       | Gap            | Serres                    | CC du Sisteronais Buëch          | 17,18            | 63 (2022)                         | 3,7                | modifier les données · modifier les données |
| Le Saix                      | 05158      | 05400       | Gap            | Serres                    | CC Buëch Dévoluy                 | 22,15            | 132 (2022)                        | 6,0                | modifier les données · modifier les données |
| Saléon                       | 05159      | 05300       | Gap            | Serres                    | CC du Sisteronais Buëch          | 9,86             | 81 (2022)                         | 8,2                | modifier les données · modifier les données |
| Salérans                     | 05160      | 05300       | Gap            | Laragne-Montéglin         | CC du Sisteronais Buëch          | 13,90            | 79 (2022)                         | 5,7                | modifier les données · modifier les données |
| La Salle-les-Alpes           | 05161      | 05240       | Briançon       | Briançon-1                | CC du Briançonnais               | 35,42            | 919 (2022)                        | 26                 | modifier les données · modifier les données |
| La Saulce                    | 05162      | 05110       | Gap            | Tallard                   | CA Gap-Tallard-Durance           | 7,89             | 1 375 (2022)                      | 174                | modifier les données · modifier les données |
| Le Sauze-du-Lac              | 05163      | 05160       | Gap            | Chorges                   | CC de Serre-Ponçon               | 8,49             | 158 (2022)                        | 19                 | modifier les données · modifier les données |
| Savines-le-Lac               | 05164      | 05160       | Gap            | Chorges                   | CC de Serre-Ponçon               | 25,13            | 1 109 (2022)                      | 44                 | modifier les données · modifier les données |
| Savournon                    | 05165      | 05700       | Gap            | Serres                    | CC du Sisteronais Buëch          | 39,23            | 244 (2022)                        | 6,2                | modifier les données · modifier les données |
| Serres                       | 05166      | 05700       | Gap            | Serres                    | CC du Sisteronais Buëch          | 18,57            | 1 303 (2022)                      | 70                 | modifier les données · modifier les données |
| Sigottier                    | 05167      | 05700       | Gap            | Serres                    | CC du Sisteronais Buëch          | 25,33            | 84 (2022)                         | 3,3                | modifier les données · modifier les données |
| Sigoyer                      | 05168      | 05130       | Gap            | Tallard                   | CA Gap-Tallard-Durance           | 24,38            | 739 (2022)                        | 30                 | modifier les données · modifier les données |
| Sorbiers                     | 05169      | 05150       | Gap            | Serres                    | CC du Sisteronais Buëch          | 13,93            | 49 (2022)                         | 3,5                | modifier les données · modifier les données |
| Tallard                      | 05170      | 05130       | Gap            | Tallard                   | CA Gap-Tallard-Durance           | 15,02            | 2 272 (2022)                      | 151                | modifier les données · modifier les données |
| Théus                        | 05171      | 05190       | Gap            | Chorges                   | CC Serre-Ponçon Val d'Avance     | 16,71            | 230 (2022)                        | 14                 | modifier les données · modifier les données |
| Trescléoux                   | 05172      | 05700       | Gap            | Serres                    | CC du Sisteronais Buëch          | 18,68            | 301 (2022)                        | 16                 | modifier les données · modifier les données |
| Upaix                        | 05173      | 05300       | Gap            | Laragne-Montéglin         | CC du Sisteronais Buëch          | 23,26            | 483 (2022)                        | 21                 | modifier les données · modifier les données |
| Val Buëch-Méouge             | 05118      | 05300       | Gap            | Laragne-Montéglin         | CC du Sisteronais Buëch          | 68,48            | 1 342 (2022)                      | 20                 | modifier les données · modifier les données |
| Val-des-Prés                 | 05174      | 05100       | Briançon       | Briançon-2                | CC du Briançonnais               | 44,77            | 610 (2022)                        | 14                 | modifier les données · modifier les données |
| Valdoule                     | 05024      | 05150       | Gap            | Serres                    | CC du Sisteronais Buëch          | 58,51            | 209 (2022)                        | 3,6                | modifier les données · modifier les données |
| Vallouise-Pelvoux            | 05101      | 05290 05340 | Briançon       | L'Argentière-la-Bessée    | CC du Pays des Écrins            | 144,81           | 1 133 (2022)                      | 7,8                | modifier les données · modifier les données |
| Valserres                    | 05176      | 05130       | Gap            | Tallard                   | CC Serre-Ponçon Val d'Avance     | 11,92            | 285 (2022)                        | 24                 | modifier les données · modifier les données |
| Vars                         | 05177      | 05560       | Briançon       | Guillestre                | CC du Guillestrois et du Queyras | 92,20            | 592 (2022)                        | 6,4                | modifier les données · modifier les données |
| Ventavon                     | 05178      | 05300       | Gap            | Laragne-Montéglin         | CC du Sisteronais Buëch          | 42,69            | 560 (2022)                        | 13                 | modifier les données · modifier les données |
| Veynes                       | 05179      | 05400       | Gap            | Veynes                    | CC Buëch Dévoluy                 | 42,60            | 3 244 (2022)                      | 76                 | modifier les données · modifier les données |
| Les Vigneaux                 | 05180      | 05120       | Briançon       | L'Argentière-la-Bessée    | CC du Pays des Écrins            | 15,99            | 515 (2022)                        | 32                 | modifier les données · modifier les données |
| Villar-d'Arêne               | 05181      | 05480       | Briançon       | Briançon-1                | CC du Briançonnais               | 77,51            | 290 (2022)                        | 3,7                | modifier les données · modifier les données |
| Villar-Loubière              | 05182      | 05800       | Gap            | Saint-Bonnet-en-Champsaur | CC Champsaur-Valgaudemar         | 22,63            | 31 (2022)                         | 1,4                | modifier les données · modifier les données |
| Villar-Saint-Pancrace        | 05183      | 05100       | Briançon       | Briançon-1                | CC du Briançonnais               | 42,53            | 1 433 (2022)                      | 34                 | modifier les données · modifier les données |
| Vitrolles                    | 05184      | 05110       | Gap            | Tallard                   | CA Gap-Tallard-Durance           | 14,62            | 217 (2022)                        | 15                 | modifier les données · modifier les données |
| Hautes-Alpes                 | 05         |             |                |                           |                                  | 5 549,00         | 141 677 (2022)                    | 26                 | modifier les données                        |

## Urbanisme
Suivant la classification de l'Insee, la typologie des communes des Hautes-Alpes se répartit ainsi :
| Type                       | Communes | Communes (%) | Superficie (km²) | Superficie (%) | Population (1999) | Population (%) | Densité (hab./km²) |
| -------------------------- | -------- | ------------ | ---------------- | -------------- | ----------------- | -------------- | ------------------ |
| Espaces à dominante rurale | +146,    | +082,5       | +004 719,        | +085,1         | +059 746,         | +049,2         | +012,66            |
| Communes monopolarisées    | +025,    | +014,1       | +000579,         | +010,4         | +010 365,         | +008,5         | +017,89            |
| Pôles urbains              | +006,    | +003,4       | +000250,         | +004,5         | +051 308,         | +042,3         | +205,17            |
| Total                      | +177,    | +100,        | +005 549,        | +100,          | +121 419,         | +100,          | +021,88            |

Les communes urbaines du département forment deux aires urbaines :
| Aire urbaine                | Communes | Pôles urbains | Superficie (km²) | Superficie (%) | Population (1999) | Population (%) | Densité (hab./km²) |
| --------------------------- | -------- | ------------- | ---------------- | -------------- | ----------------- | -------------- | ------------------ |
| Communes à dominante rurale | +146,    | +0,           | +004 719,        | +085,1         | +059 746,         | +049,2         | +012,66            |
| Briançon                    | +009,    | +5,           | +000365,         | +006,6         | +017 023,         | +014,          | +046,64            |
| Gap                         | +022,    | +1,           | +000464,         | +008,4         | +044 650,         | +036,8         | +096,15            |
| Total                       | +177,    | +6,           | +005 549,        | +100,          | +121 419,         | +100,          | +021,88            |

Note : les données présentées ici ne concernent que les communes appartenant aux Hautes-Alpes. Il est possible qu'une aire urbaine s'étende sur plusieurs départements (c'est le cas de celle de Gap).
Les aires urbaines des Hautes-Alpes se rattachent à deux espaces urbains distincts :
| Espace urbain                                     | Communes | Superficie (km²) | Superficie (%) | Population (1999) | Population (%) | Densité (hab./km²) |
| ------------------------------------------------- | -------- | ---------------- | -------------- | ----------------- | -------------- | ------------------ |
| Commune appartenant à l'espace à dominante rurale | +146,    | +004 719,        | +085,1         | +059 746,         | +049,2         | +012,66            |
| Briançon                                          | +009,    | +000365,         | +006,6         | +017 023,         | +014,          | +046,64            |
| Gap                                               | +022,    | +000464,         | +008,4         | +044 650,         | +036,8         | +096,15            |
| Total                                             | +177,    | +005 549,        | +100,          | +121 419,         | +100,          | +021,88            |